# Rami Rantanen
Rami Rantanen (Helsinki, 25 november 1968) is een voormalig profvoetballer uit Finland, die speelde als middenvelder gedurende zijn carrière. Hij sloot zijn loopbaan in 2004 af bij de Finse club AC Allianssi Vantaa.

## Interlandcarrière
Rantanen kwam in totaal negentien keer (één doelpunt) uit voor de nationale ploeg van Finland in de periode 1993–2001. Onder leiding van bondscoach Tommy Lindholm maakte hij zijn debuut op 20 januari 1993 in de vriendschappelijke wedstrijd in Chennai tegen India (0-0). Hij viel in dat duel na 76 minuten in voor Janne Suokonautio. Zijn eerste en enige interlandtreffer maakte hij op 9 mei 2001 in de vriendschappelijke uitwedstrijd tegen Estland (1-1).

## Erelijst
HJK Helsinki
- Suomen Cup

1993
 FC Jokerit
- Suomen Cup

1999
 Atlantis FC
- Suomen Cup

2001